# Pygan Adams
Pygan Adams (New London, 27 marzo 1712 – New London, luglio 1776) è stato un orafo statunitense, noto soprattutto come argentiere.

## Biografia
Pygan Adams è nato il 27 marzo 1712 a New London, dal reverendo Eliphalet Adams e Lydia Pygan, il secondogenito di otto figli.
Iniziò la sua attività a New London poco prima del 1735.
Il 7 giugno del 1744 Pygan Adams sposò Ann Richards (1728-1809).
Pygan Adams, oltre alla sua attività artistica e artigianale, si impegnò anche nella milizia locale, prestò servizio nell'Assemblea Generale dal 1753 al 1765, il 21 gennaio 1756 venne nominato commissario dell'Assemblea, e inoltre fu diacono nella First Church di New London nel 1758.
Le documentazioni storiche, talvolta, lo definiscono come un mercante, oltre che come un orafo e un artigiano.
Pygan Adams fu il più ricercato degli orafi del Connecticut, tra i quali si misero in evidenza anche i suoi contemporanei Ebenezer Chittenham, Abel Buell e Amos Doolittle.
Nonostante la grande produzione artigianale delle grandi città, come New York e Boston, a cui si indirizzavano numerose famiglie benestanti della colonia, si diffusero a New London importanti centri artigianali, soprattutto di oreficeria ed ebanisteria, che realizzarono oggetti distinti per l'eleganza e per l'originalità, grazie alla miscela di uno stile neoclassico locale su una base tradizionalmente inglese.
Durante la sua carriera Pygan Adams ha insegnato il mestiere a numerosi argentieri nella zona di New London, tra cui suo nipote, John Gardiner.
Le opere di Adams sono documentate nel catalogo dell'esposizione di Hartford per il terzo centenario del Connecticut.
Pygan Adams è morto a New London nel mese di luglio 1776.